# Alas sobre Dakar
Pour plus de détails, voir Fiche technique et Distribution.
Alas Sobre Dakar est un film documentaire espagnol réalisé en 2006.

## Synopsis
Deux mondes, deux cultures, deux marchés, deux manières de comprendre la musique. Ce documentaire nous situe devant la métamorphose d’un musicien qui vit à cheval entre Séville et Dakar. Le Sénégalais Sidy Samb vient d’une famille de musiciens griots parmi les plus importants du Sénégal. Après avoir consolidé sa carrière musicale en Espagne – il fut cofondateur des Mártires del Compás – il revient à Dakar avec sa propre formation pour présenter son nouveau travail. Le territoire africain l’accueille avec un univers de nuances musico-culturelles très éloignées de la perception européenne. C’est son histoire.

## Fiche technique
- Réalisation : Lidia Peralta García
- Production : Amazing Productions
- Image : Lidia Peralta García
- Musique : Sidy Samb
- Montage : Chema Beltrán